# Repertoireplanlægning
Repertoireplanlægning er et fagudtryk der beskriver den ene af tre mulige måder at strukturere et teaters produktions- og kalenderplanlægning. De to andre planlægningsformer hedder en suite planlægning og gæstespilsplanlægning. Et teater der benytter sig af repertoireplanlægning er et repertoireteater, og næsten pr definition også et ensembleteater.
I Danmark fungerer langt de fleste teatre som en suite teatre, hvor repertoireplanlægning er langt mere almindelig i det tyske sprogområde og i Østeuropa.
| Kunst og kultur | Spire Denne artikel om scenekunst og teater er en spire som bør udbygges. Du er velkommen til at hjælpe Wikipedia ved at udvide den. |